# Dirk Willems

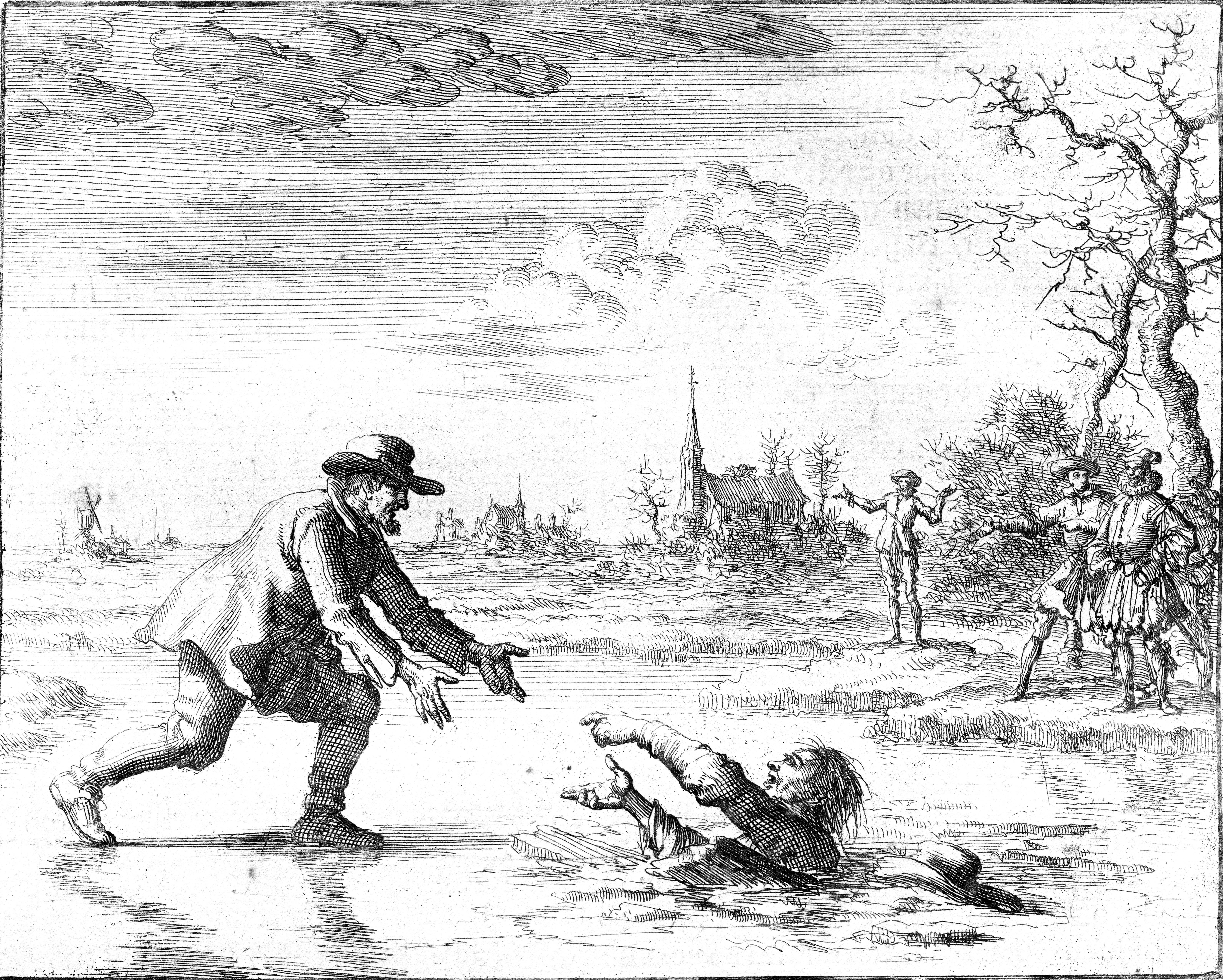
Illustration von Jan Luyken im Märtyrerspiegel: Dirk Willems rettet seinen Verfolger

Dirk Willems (* 15. Jahrhundert oder 16. Jahrhundert; † 16. Mai 1569 bei Asperen / Niederlande) war ein Täufer, der durch seine Selbstlosigkeit zum Märtyrer wurde.

## Leben
Willems wurde in Asperen in den Niederlanden geboren und empfing als junger Mann die Gläubigentaufe. Aufgrund des sogenannten Wiedertäufermandats von 1529 wurde er zum Tode verurteilt und eingekerkert. Es glückte ihm jedoch, aus dem Gefängnisturm zu fliehen. Auf der Flucht vor seinen Verfolgern rettete er einen von ihnen, der durch das Eis eines Weihers gebrochen war. Er wurde daraufhin festgenommen und unweit seiner Heimatstadt am 16. Mai 1569 auf dem Scheiterhaufen verbrannt.
Dirk Willems ist heute einer der bekanntesten täuferischen Märtyrer. Sein Schicksal ist in dem im Jahr 1600 erstmals erschienenen Märtyrerspiegel dokumentiert. Auch ein von James C. Juhnke geschriebenes historisches Drama mit dem Titel Dirk’s Exodus basiert auf seinem Leben.